# Tschechischer Meister (Eishockey)
Der Tschechische Eishockeymeister der Frauen und Herren wird seit der Saison 1993/94 ausgespielt. Seit der Spielzeit 1993/94 geschieht dies bei den Herren in der tschechischen Extraliga, bei den Frauen in der 1. liga ženského hokeje.

## Herren
- 1994 HC Olomouc
- 1995 HC Petra Vsetín
- 1996 HC Petra Vsetín
- 1997 HC Petra Vsetín
- 1998 HC Petra Vsetín
- 1999 HC Slovnaft Vsetín
- 2000 HC Sparta Prag
- 2001 HC Slovnaft Vsetín
- 2002 HC Sparta Prag
- 2003 HC Slavia Prag
- 2004 HC Hamé Zlín
- 2005 HC Moeller Pardubice
- 2006 HC Sparta Prag
- 2007 HC Sparta Prag
- 2008 HC Slavia Prag
- 2009 HC Energie Karlovy Vary
- 2010 HC Eaton Pardubice
- 2011 HC Oceláři Třinec
- 2012 HC CSOB Pardubice
- 2013 HC Škoda Plzeň
- 2014 PSG Zlín
- 2015 HC Litvínov
- 2016 Bílí Tygři Liberec
- 2017 HC Kometa Brno
- 2018 HC Kometa Brno
- 2019 HC Oceláři Třinec
- 2020 Saison abgebrochen
- 2021 HC Oceláři Třinec
- 2022 HC Oceláři Třinec
- 2023 HC Oceláři Třinec
- 2024 HC Oceláři Třinec

## Frauen
- 1994 HC Škoda Plzeň
- 1995 HC Interconex Plzeň
- 1996 HC Chemopetrol Litvínov
- 1997 HC Chemopetrol Litvínov
- 1998 HC Chemopetrol Litvínov
- 1999 HC Chemopetrol Litvínov
- 2000 HC Chemopetrol Litvínov
- 2001 HC Slezan Opava
- 2002 HC Slezan Opava
- 2003 HC Slezan Opava
- 2004 HC Chemopetrol Litvínov
- 2005 HC Slezan Opava
- 2006 HC Slezan Opava
- 2007 HC Slavia Prag
- 2008 HC Slavia Prag
- 2009 HC Slavia Prag
- 2010 HC Slavia Prag
- 2011 HC Slavia Prag
- 2012 HC Slavia Prag
- 2013 SK Karviná
- 2014 SK Karviná
- 2015 HC Slavia Prag
- 2016 	HC Slavia Prag
- 2017 	HC Slavia Prag
- 2018 	HC Slavia Prag
- 2019 	HC Příbram
- 2020 	HC Příbram
- 2021 Saison abgebrochen
- 2022 	HC Příbram